# Burschener Schleife

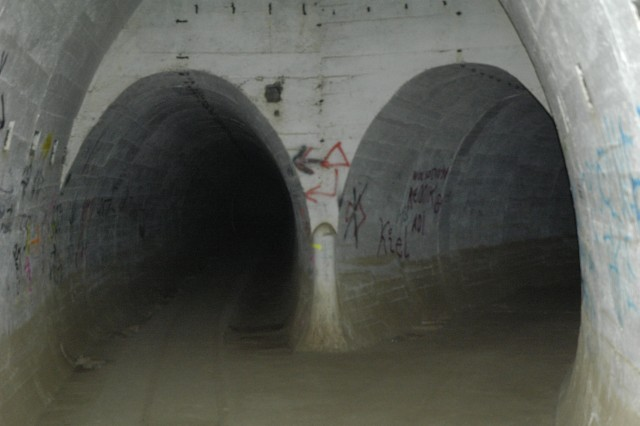
Hohlgänge der Burschener Schleife

Die Burschener Schleife (poln. Pętla Boryszyńska) ist der südlichste Teil des großen unterirdischen Systems im Zentralabschnitt der Festungsfront im Oder-Warthe-Bogen, auch „Ostwall“ genannt. Sie befindet sich in Polen in der Nähe des Ortes Burschen (poln. Boryszyn).
In der Burschener Schleife befinden sich die nicht fertig gebauten Bunker bzw. Panzerwerke der Panzerbatterie 5. Die Panzerwerke sind durch ein unterirdisches System aus Tunneln, Bahnhöfen, Werkstätten und Munitionslagern miteinander verbunden. Von der Burschener Schleife aus erstreckt sich das unterirdische System noch ca. 12 km weit in nördliche Richtung.